# Centris semicaerulea
Centris semicaerulea là một loài Hymenoptera trong họ Apidae. Loài này được Smith mô tả khoa học năm 1874.